# A Dél-afrikai Köztársaság a 2020. évi téli ifjúsági olimpiai játékokon
A Dél-afrikai Köztársaság a Lausanneban megrendezett 2020. évi téli ifjúsági olimpiai játékok egyik részt vevő nemzete volt.

## Alpesisí

### Fiú
| Versenyző      | Versenyszám      | 1. futam | 1. futam | 2. futam | 2. futam | Összesen | Összesen |
| Versenyző      | Versenyszám      | Idő      | Hely.    | Idő      | Hely.    | Idő      | Hely.    |
| -------------- | ---------------- | -------- | -------- | -------- | -------- | -------- | -------- |
| Thabo Rateleki | Műlesiklás       | 54,08    | 51.      | 1:05,82  | 40.      | 1:59,90  | 39.      |
| Thabo Rateleki | Óriás-műlesiklás | 1:30,63  | 59.      | Kizárták | Kizárták | Kiesett  | Kiesett  |

### Lány
| Versenyző           | Versenyszám      | 1. futam | 1. futam | 2. futam     | 2. futam     | Összesen | Összesen |
| Versenyző           | Versenyszám      | Idő      | Hely.    | Idő          | Hely.        | Idő      | Hely.    |
| ------------------- | ---------------- | -------- | -------- | ------------ | ------------ | -------- | -------- |
| Hanle van der Merwe | Műlesiklás       | 1:17,60  | 47.      | 1:17,48      | 37.          | 2:35,08  | 37.      |
| Hanle van der Merwe | Óriás-műlesiklás | 1:34,18  | 54.      | Visszalépett | Visszalépett | 1:34,18  | 54.      |